# ديليب باتل
ديليب باتل (بالهندية: दिलीप पटेल)‏ (بالإنجليزية: Dilip Patel)‏ هو سياسي هندي، ولد في 4 فبراير 1955 في الهند. حزبياً، نشط في بهاراتيا جاناتا. وقد انتخب عضو لوك سابها السادسة عشر ‏ عن دائرة Anand Lok Sabha constituency ‏ وقد انضم خلال فترته النيابية ‏  للكتلة البرلمانية بهاراتيا جاناتا.